# Die Nordsee von oben
Die Nordsee von oben ist ein Dokumentarfilm aus dem Jahr 2011. Der Film von Silke Schranz und Christian Wüstenberg mit Luftbildern von Klaus Stuhl zeigt die Nordsee und ihre Wattlandschaft ausschließlich aus der Vogelperspektive. Der Film ist eine Produktion der comfilm.de in Koproduktion mit Vidicom.

## Handlung
Die ausschließlich in Vogelperspektive gefilmten Aufnahmen sind als Reise konstruiert, entlang der deutschen Nordseeküste von Emden in Ostfriesland über das Weltnaturerbe Wattenmeer, die Elbe stromaufwärts bis Hamburg und anschließend über die Halligen und Inseln in Schleswig-Holstein und endet am nördlichsten Punkt Deutschlands, auf Sylt.

## Hintergrund
Für den Dokumentarfilm wurde unveröffentlichtes Filmmaterial der zehnteiligen Arte-Dokumentationsreihe Deutschlands Küsten verwendet. Da Silke Schranz und Christian Wüstenberg im Oktober 2010 bei dieser Dokumentationsreihe einige Aufnahmen aus der Luft sahen, setzten sich die beiden mit Peter Bardehle von der Hamburger Filmproduktionsgesellschaft Vidicom in Verbindung und erfuhren, dass insgesamt über 40 Stunden Filmmaterial aus der Luft existierten. Die Bilder wurden mit der Cineflex-Kamera gefilmt, einer der besten Helikopterkameras, mit der aus großer Entfernung sehr scharfe Aufnahmen gemacht werden können. Die Cineflex-Kamera kam bereits bei den internationalen Produktionen Die Erde von oben oder Home zum Einsatz.
Schranz und Wüstenberg erwarben die Lizenz für 40 Stunden Filmmaterial, schnitten und verdichteten. Aus 40 Stunden Material wurden in einem Jahr zunächst sieben Stunden, aus diesen sieben Stunden schnitten die beiden den 90 Minuten langen Kinofilm und konzipierten ihn als eine Reise entlang der Nordsee-Küste. Sprecher für den Kinofilm ist der Filmemacher Christian Wüstenberg. Daneben existiert eine TV-Version des Filmes mit dem Schauspieler Udo Wachtveitl als Sprecher. Ein Dreivierteljahr recherchierten die Regisseure zuvor Fakten über die Küste und den Nationalpark Wattenmeer, unter anderem sprachen sie hierzu mit Experten deutscher Naturschutzorganisationen wie BUND, WWF oder NABU. Die Geräusche im Film wurden von den Filmmachern nachträglich möglichst authentisch aufgenommen, an den gleichen Orten, wo auch die Bildaufnahmen entstanden.
Aufgrund des Erfolgs des Films wurde in gleicher Art Die Ostsee von oben gedreht, der am 3. Mai 2013 Kinopremiere hatte.

## Veröffentlichung
Die Premiere des Filmes fand am 31. Mai 2011 im Hamburger Abaton-Kino statt. Seit dem 9. Juni 2011 lief der Film im regulären Kinoprogramm. Der Dokumentarfilm wurde in über 1000 Kinos vor mehr als 250.000 Zuschauern gezeigt, vorwiegend in Programmkinos. Vor allem im Norden Deutschlands wird der Film auch heute noch in einigen Kinos zu Sonderveranstaltungen oder Matineen im Kino gezeigt.
Seit dem 10. November 2011 ist der Film auf DVD und Blu-ray erhältlich.

## Rezeption
Der Film wurde sehr positiv aufgenommen. Vor allem hervorgehoben wurde die neue Perspektive, die ungewohnte Einblicke in die Landschaft der Nordseeküste gibt sowie die Cineflex-Kamera, die aus großer Entfernung gestochen scharfe Aufnahmen liefern kann.
Die tageszeitung hebt in ihrer Kritik die beeindruckenden Bilder aus der scheinbar ruhenden Perspektive hervor. Der Film biete Postkartenmotive, die mit Musik, Geräuschen und einem Erzähler versehen seien, sodass ein bequem anzusehender, wenn auch konventioneller Reisefilm entstanden sei. Bei der Musikuntermalung des Films sei hingegen weniger Mühe gemacht worden; sie sei ein „Muzaksalat voller Synthesizermelodien und Klassikzitaten von Mahler bis Satie“. Wüstenbergs Kommentar, den die taz als „sehr gewinnend“ bezeichnet, mische im Stil eines guten Reiseleiters Informationen über Meer, Land und Leute mit amüsanten Anekdoten.
Die Nordsee von oben sei somit „eine clever gebaute Heimatdokumentation, die alle paar Minuten durch Bilder von fast surrealer Schönheit unterbrochen wird“.
Der Kölner Stadt-Anzeiger meint, dass der Film für wunderbare Impressionen von Deutschlands Küste sorge und als einzigartige Reise in ein ökologisches System, das mit Kulturlandschaften kombiniert ist, zu verstehen sei. Wüstenbergs Kommentar wurde als bodenständig und damit als „stimmige Textverlängerung der Bildmischung aus Naturfilm, Landeskunde [und] Öko-Mahnung“ aufgenommen.
Der Spiegel weist auf die Unterschiede zwischen der Fernsehdokumentation Deutschlands Küsten und dem Film hin. Da der Film nie Rast an Land macht, sondern die Welt des Watts ausschließlich von oben zeigt, sei der Film kein Abklatsch der Fernsehdokumentation. Der Film zeige beeindruckende Naturereignisse, könne jedoch laut Wüstenberg nicht nur die Kunstwerke zeigen, sondern thematisiere auch, was der Mensch dem Meer antut.
Laut kino-zeit.de zeigt der Film durchweg atemberaubende Bilder, „die die Küste manchmal fast wie eine Filmkulisse aus einem Fantasy-Märchen erscheinen lassen.“ Der Film wirke dadurch, als ziele er darauf ab, den Tourismus kräftig anzukurbeln. Trotz einiger Abstriche bei der Musik und dem Off-Kommentar Wüstenbergs, der manchmal im „etwas zu locker-schnoddrigen Tonfall“ daher komme, sei den beiden Filmemachern dank der „grandiosen Bilder der Cineflex-Kamera“ ein Film gelungen, „der zumindest teilweise durchaus mit den viel aufwändigeren Produktionen internationalen Zuschnitts mithalten kann.“